# Wegeleben
Wegeleben è una città tedesca situata nel Circondario dello Harz, nel Land Sassonia-Anhalt.